# Jackson (Burnett megye, Wisconsin)
Jackson város az USA Wisconsin államában, Burnett megyében. Lakosainak száma 935 fő (2020. április 1.).

## Népesség
A település népességének változása:

| 2010 | 773 |
| 2020 | 935 |